# Локалита Кадоника (Павија)
Локалита Кадоника је насеље у Италији у округу Павија, региону Ломбардија.
Према процени из 2011. у насељу је живело 28 становника. Насеље се налази на надморској висини од 134 м.